# Euphorbia characias
Euphorbia characias — вид квіткових рослин родини молочайні (Euphorbiaceae). characias — «форми паркану».

## Опис
Це вертикальний, компактний вічнозелений чагарник росте до 1,2 м у висоту і в ширину, із сильно шерстистим стеблом. Листя лінійно-ланцетні, до 13 сантиметрів в довжину і шириною до 1 см. Квіти з квітня по червень. Вони невеликі, не мають пелюсток, лежать в оточенні щільних скупчень зеленувато-жовтих приквітків. Плоди капсули, що містять 3 насіння.

## Поширення
Країни поширення: Лівія; Марокко; Туреччина; Албанія; Колишня Югославія; Греція [вкл. Крит]; Італія [вкл. Сицилія]; Франція [вкл. Корсика]; Португалія; Гібралтар; Іспанія. Це жорстка рослина здатна протистояти тривалим періодам посухи. Росте переважно в посушливих районах, як на рівнині, так і в гірській місцевості. Ця рослина також може витримувати високу солоність.

## Використання
Ця рослина має застосування в народній медицині; як і багато інших видів роду молочай її отруйний білий липкий сік був використаний для лікування наростів шкіри, пухлин, бородавок з давніх часів.

## Галерея

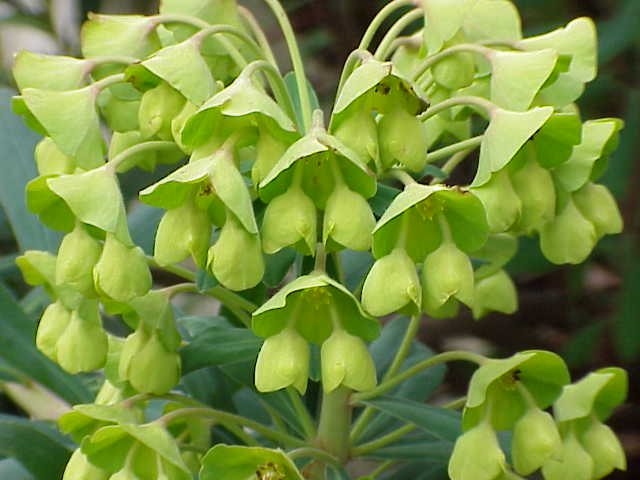
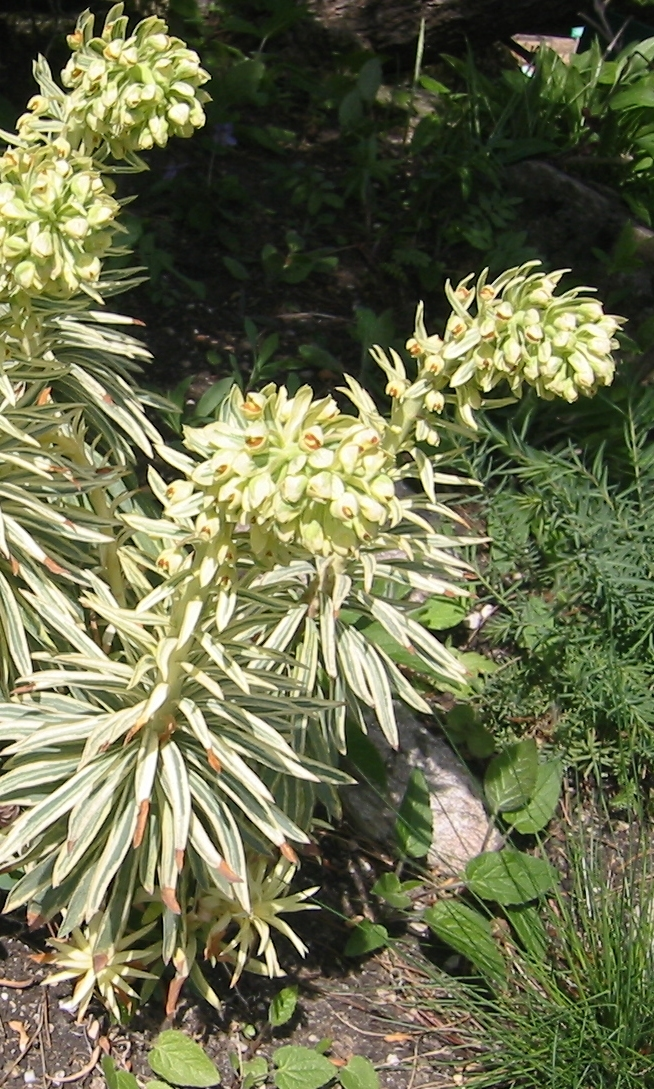
E. characias 'Emmer Green'
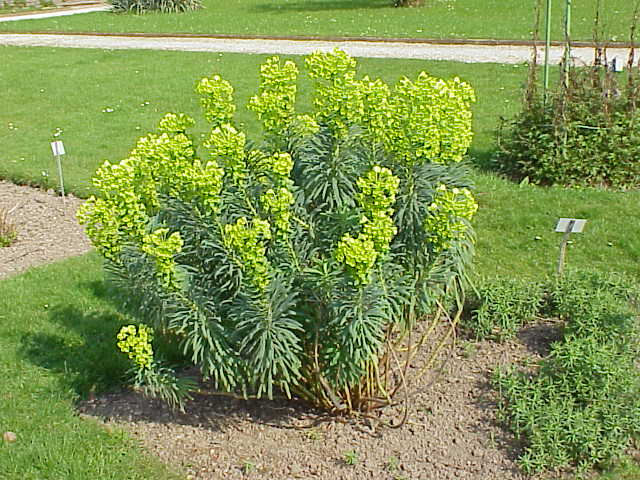
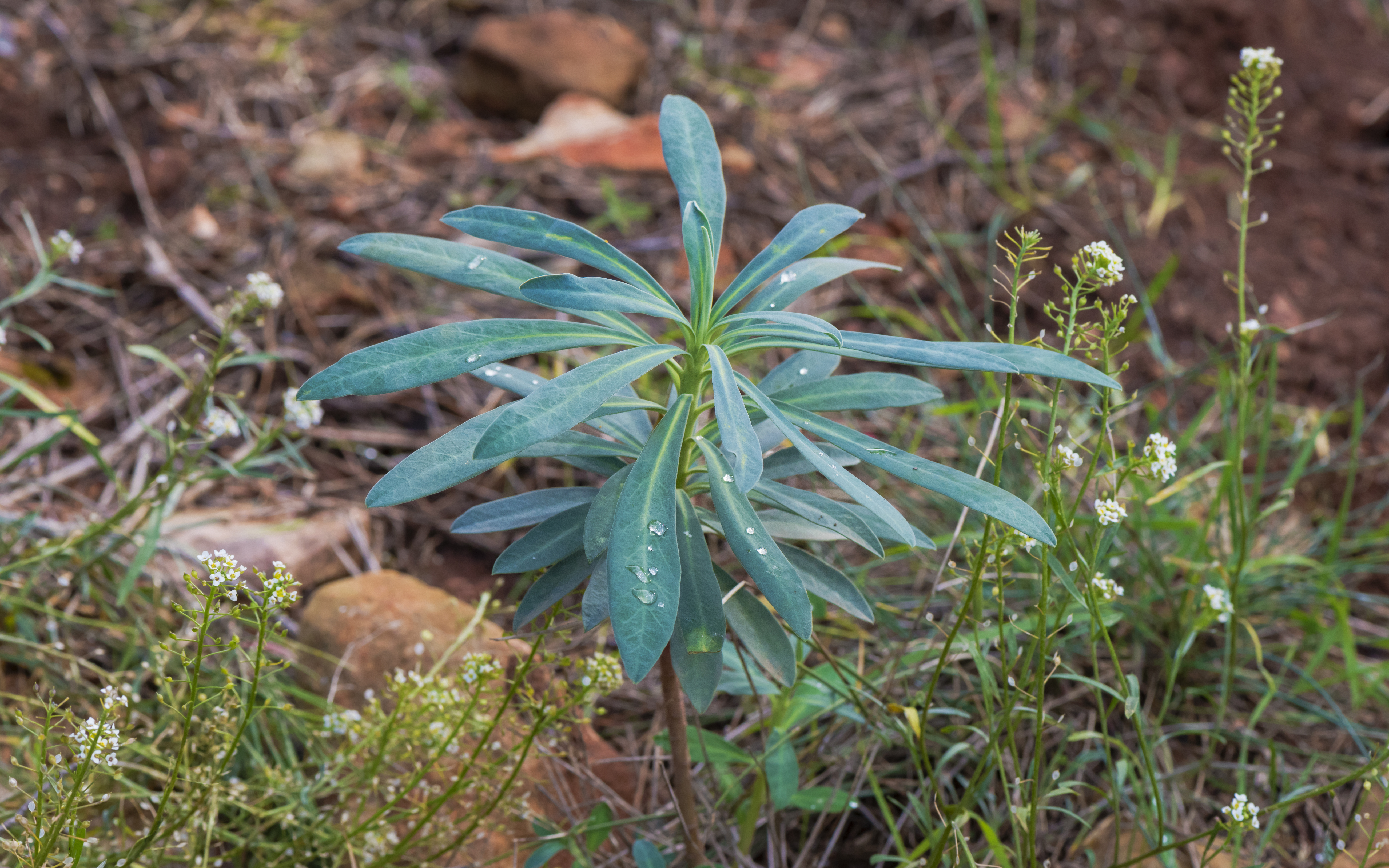

|  | Це незавершена стаття про молочайні. Ви можете допомогти проєкту, виправивши або дописавши її. |